# Milan Jelić
Milan Jelić (Koprivna kod Modriče, 26. ožujka 1956. - Doboj, 30. rujna 2007.) bio je srpski bosanskohercegovački političar i predsjednik Republike Srpske.

## Karijera
Srednju školu Milan Jelić završava u Doboju, a Ekonomski fakultet u Subotici. Politički počinje djelovati potpisivanjem Daytonskog sporazuma, kad biva izabran ispred općine Modriče za narodnog poslanika u Skupštini Republike Srpske. Milan Jelić je doktorirao na Ekonomskom fakultetu u Banjoj Luci.
Umro je od iznenadnog srčanog udara.
| Prethodnik:                | Predsjednik Republike Srpske 2006. – 2007. | Nasljednik:                               |
| Dragan Čavić 2002. – 2006. | Predsjednik Republike Srpske 2006. – 2007. | Igor Radojičić (privremeni) 2007. – 2007. |